# 鄭克ソウ
鄭 克塽（てい こくそう、拼音：Zhèng Kè shuǎng, 1670年8月13日（永暦24年6月28日） - 1707年9月22日（康煕46年8月27日））は、鄭氏政権の主で、鄭成功の孫、鄭経の次男である。幼名は秦と言い、人は秦舎と呼んだ。字は実弘で、晦堂と号した。

## 生涯
1680年に陳永華、1681年に鄭経が相次いで死去すると、重臣の馮錫範が鄭経の従兄弟達と組んでクーデターを起こした。監国の鄭克𡒉を殺し、わずか十二歳の鄭克塽を延平郡王とした。
1683年、清朝の水師提督施琅が澎湖海戦において大いに鄭軍の艦隊を破り澎湖諸島を占領すると、鄭軍の主将劉国軒は、台湾に逃げ戻った。馮錫範は遂に鄭克塽に清に降ることを勧めた。7月5日、馮錫範は鄭徳瀟に命じて降表を書かせた。7月15日、馮錫範は将である鄭克塽を施琅に送った。8月13日、施琅は台湾に入り降伏を受け入れた。その後、鄭克塽は北京に赴き漢軍正紅旗に組み入れられ、海澄公に封じられた。康熙46年（1707年）、鄭克塽は病没した。爵位を継ぐ者はいなかった。
鄭克塽は馮錫範の娘を娶り、鄭安福をもうけた。弟は鄭克挙である。鄭克塽の死後、その母の黄氏は清朝に鄭家の財産を戻すことを要求したが、受け入れられなかった。
台湾の著名な詩人である鄭愁予は、鄭克塽の子孫である。

## 『鹿鼎記』の中の鄭克塽
鄭克塽はまた、金庸の武侠小説である『鹿鼎記』の中にも出てくる。小説の中では、鄭克塽の年齢は10歳多くされている。また、李自成と陳円円の娘の阿珂と相思相愛とされている。後に、阿珂は韋小宝と結婚することになり、鄭克塽とは別れた。『鹿鼎記』の中では、かなりの悪役にされている。